# Helina straminea
Helina straminea är en tvåvingeart som beskrevs av Willi Hennig 1963. Helina straminea ingår i släktet Helina och familjen husflugor. Inga underarter finns listade i Catalogue of Life.